# Pohlheim
Pohlheim ist eine Stadt im mittelhessischen Landkreis Gießen. Nach der Stadt Gießen ist Pohlheim (Stand: 31. Dezember 2020) nach Einwohnern die größte Gemeinde im Landkreis Gießen. Aufgrund des Verlaufs des Obergermanischen Limes durch die Stadt bezeichnet sich Pohlheim selbst als  „Limesstadt“.

## Geografie

### Geografische Lage
Die Stadt Pohlheim liegt im südlichen Teil des Landkreises Gießen, direkt an der Gemarkung der Universitätsstadt Gießen. Pohlheim liegt am Lückenbach (fließt über den Kleebach in die Lahn).

### Nachbargemeinden
Pohlheim grenzt im Norden an die Stadt Gießen und die Gemeinde Fernwald, im Osten an die Stadt Lich, im Süden an die Stadt Münzenberg (Wetteraukreis), sowie im Westen an die Gemeinde Langgöns und die Stadt Linden.

### Stadtteile, Einwohnerzahl
Zur Stadt Pohlheim gehören folgende Stadtteile, die zugleich jeweils einen Ortsbezirk mit Ortsbeirat bilden:
- Dorf-Güll,
- Garbenteich,
- Grüningen,
- Hausen,
- Holzheim,
- Watzenborn-Steinberg.

| Jahr (Datum) | Einwohner |
| ------------ | --------- |
| 31.12.1999   | 17.119    |
| 31.12.2000   | 17.153    |
| 31.12.2002   | 17.442    |
| 31.12.2004   | 17.830    |
| 31.12.2005   | 17.909    |
| 31.12.2006   | 18.043    |
| 31.12.2007   | 18.051    |
| 30.09.2009   | 18.072    |
| 30.06.2010   | 18.108    |
| 30.06.2013   | 18.711    |
| 31.12.2016   | 18.094    |
| 30.06.2019   | 18.572    |

## Geschichte
Die Gemeinde Pohlheim wurde am 31. Dezember 1970 im Zuge der Gebietsreform in Hessen durch freiwilligen Zusammenschluss der Gemeinden Dorf-Güll, Garbenteich, Grüningen, Hausen, Holzheim und Watzenborn-Steinberg gegründet. Der Name Pohlheim geht auf eine zentral im Gemeindegebiet gelegene, im Dreißigjährigen Krieg untergegangene Ortschaft zurück. Für alle ehemals selbständigen Gemeinden wurden Ortsbezirke mit Ortsbeirat und Ortsvorsteher nach der Hessischen Gemeindeordnung gebildet. Am 21. September 1974 wurde Pohlheim zur Stadt ernannt.
Durch das Gebiet von Pohlheim führt der Obergermanische Limes. Nördlich von ihm liegen Hausen, Watzenborn-Steinberg und Garbenteich; südlich liegen Grüningen, Dorf-Güll und Holzheim. Der Name Pohlheim lässt sich auf das ehemalige Dorf „Pfahlheim“ zurückführen, was wiederum auf den Limes hinweist („Dorf an den Pfählen“).
Der Name Garbenteich lässt sich auf „Garwards Eich“ zurückführen. Die nördlichen Dörfer gehörten im Mittelalter der Gerichtsbarkeit von Hüttenberg an, die südlichen zum Amt Gambach (1464 an Solms verpfändet). Holzheim wurde 790 erstmals urkundlich erwähnt, Grüningen und Dorf-Güll 799, Hausen 886 und als jüngste Garbenteich und Watzenborn („Wazenburne“) im Jahr 1141. Grüningen hatte bereits im Mittelalter – als einzige der früheren Einzelgemeinden – seit dem Jahre 1400 Stadtrechte.
Nördlich an Pohlheim angrenzend liegt zu Füßen des Schiffenbergs die in den 1960er-Jahren gegründete, zu Gießen gehörende Siedlung Petersweiher.

## Religionen
Die Bevölkerung Mittelhessens ist überwiegend evangelisch. In den Jahren 1954/1955 wurde in Watzenborn-Steinberg die Christuskirche erbaut und am 24. Juli 1955 geweiht. Die erste Pfarrei bestand in dem Ort aber bereits im Jahr 1606/1607. Die Alte Kirche wurde als das erste Gotteshaus auf dem Gebiet der heutigen Stadt Pohlheim wahrscheinlich im Jahre 1141 errichtet, in zeitlicher Nähe zur Gründung des Klosters Schiffenberg. Sie wurde 2006 umfassend renoviert. In den Stadtteilen befinden sich mehrere historische Dorfkirchen, so die Evangelisch-reformierte Kirche Dorf-Güll (1737), die Evangelische Kirche Garbenteich (12. Jh.), die Evangelische Kirche Grüningen (12.–16. Jh.), die Evangelische Kirche Hausen (13. Jh.) und die Evangelisch-reformierte Kirche Holzheim (1632).
Nach dem Zweiten Weltkrieg zogen viele katholische Flüchtlinge und Vertriebene auch in die Dörfer Pohlheims. In dieser Zeit wurde die St.-Hedwig-Kapelle in Hausen gegründet. Diese wurde nach dem Neubau der katholischen Kirche St. Martin in Watzenborn-Steinberg an eine syrisch-orthodoxe Glaubensgemeinschaft verkauft. Nach Abriss der abgängigen St.-Hedwig-Kapelle entstand 2013 an gleicher Stelle die syrisch-orthodoxe Kirche Mor Had’Bschabo. In Garbenteich wurde 1999 die Kirche Mor Barsaumo fertiggestellt, eine dritte aramäische Gemeinde besteht in Watzenborn-Steinberg.
Das kirchliche Leben von Pohlheim wird mitgeprägt durch die Freie evangelische Gemeinde Pohlheim und die Evangelische Stadtmission, die in drei Ortsteilen vertreten ist.
Des Weiteren gibt es eine Neuapostolische Kirche in Watzenborn-Steinberg.

## Politik

### Stadtverordnetenversammlung
Die Kommunalwahl am 14. März 2021 lieferte folgendes vorläufiges Ergebnis, in Vergleich gesetzt zu früheren Kommunalwahlen:
| Sitzverteilung in der Stadtverordnetenversammlung 2021Insgesamt 37 Sitze - SPD: 13 - Grüne: 6 - FDP: 2 - FW: 5 - CDU: 11 | Parteien und Wählergemeinschaften | Parteien und Wählergemeinschaften           | 2021  | 2021  | 2016  | 2016  | 2011  | 2011  | 2006  | 2006  | 2001  | 2001  |
| Sitzverteilung in der Stadtverordnetenversammlung 2021Insgesamt 37 Sitze - SPD: 13 - Grüne: 6 - FDP: 2 - FW: 5 - CDU: 11 | Parteien und Wählergemeinschaften | Parteien und Wählergemeinschaften           | %     | Sitze | %     | Sitze | %     | Sitze | %     | Sitze | %     | Sitze |
| Sitzverteilung in der Stadtverordnetenversammlung 2021Insgesamt 37 Sitze - SPD: 13 - Grüne: 6 - FDP: 2 - FW: 5 - CDU: 11 | SPD                               | Sozialdemokratische Partei Deutschlands     | 34,3  | 13    | 31,8  | 12    | 34,5  | 13    | 35,5  | 13    | 40,4  | 15    |
| Sitzverteilung in der Stadtverordnetenversammlung 2021Insgesamt 37 Sitze - SPD: 13 - Grüne: 6 - FDP: 2 - FW: 5 - CDU: 11 | CDU                               | Christlich Demokratische Union Deutschlands | 30,6  | 11    | 38,6  | 14    | 39,1  | 14    | 41,2  | 15    | 39,4  | 15    |
| Sitzverteilung in der Stadtverordnetenversammlung 2021Insgesamt 37 Sitze - SPD: 13 - Grüne: 6 - FDP: 2 - FW: 5 - CDU: 11 | Grüne                             | Bündnis 90/Die Grünen                       | 16,0  | 6     | 9,6   | 4     | 13,9  | 5     | 7,3   | 3     | 6,7   | 2     |
| Sitzverteilung in der Stadtverordnetenversammlung 2021Insgesamt 37 Sitze - SPD: 13 - Grüne: 6 - FDP: 2 - FW: 5 - CDU: 11 | FW                                | Freie Wähler Pohlheim                       | 12,6  | 5     | 14,2  | 5     | 9,8   | 4     | 11,8  | 4     | 9,1   | 3     |
| Sitzverteilung in der Stadtverordnetenversammlung 2021Insgesamt 37 Sitze - SPD: 13 - Grüne: 6 - FDP: 2 - FW: 5 - CDU: 11 | FDP                               | Freie Demokratische Partei                  | 6,5   | 2     | 5,8   | 2     | 2,7   | 1     | 4,1   | 2     | 4,2   | 2     |
| Sitzverteilung in der Stadtverordnetenversammlung 2021Insgesamt 37 Sitze - SPD: 13 - Grüne: 6 - FDP: 2 - FW: 5 - CDU: 11 | Gesamt                            | Gesamt                                      | 100,0 | 37    | 100,0 | 37    | 100,0 | 37    | 100,0 | 37    | 100,0 | 37    |
| Sitzverteilung in der Stadtverordnetenversammlung 2021Insgesamt 37 Sitze - SPD: 13 - Grüne: 6 - FDP: 2 - FW: 5 - CDU: 11 | Ungültige Stimmen in %            | Ungültige Stimmen in %                      | 2,5   | 2,5   | 4,0   | 4,0   | 3,1   | 3,1   | 2,9   | 2,9   | 2,9   | 2,9   |
| Sitzverteilung in der Stadtverordnetenversammlung 2021Insgesamt 37 Sitze - SPD: 13 - Grüne: 6 - FDP: 2 - FW: 5 - CDU: 11 | Wahlbeteiligung in %              | Wahlbeteiligung in %                        | 52,7  | 52,7  | 51,0  | 51,0  | 49,2  | 49,2  | 47,6  | 47,6  | 58,5  | 58,5  |

### Bürgermeister
Nach der hessischen Kommunalverfassung wird der Bürgermeister für eine sechsjährige Amtszeit gewählt, seit dem Jahr 1993 in einer Direktwahl, und ist Vorsitzender des Magistrats, dem in der Stadt Pohlheim neben dem Bürgermeister ehrenamtlich ein Erster Stadtrat und vier weitere Stadträte angehören (abweichend davon für die Wahlzeit 2021 bis 2026 sieben weitere Stadträte). Bürgermeister ist seit dem 1. Februar 2021 der parteiunabhängige Andreas Ruck. Er setzte sich am 1. November 2020 im ersten Wahlgang gegen Amtsinhaber Udo Schöffmann (CDU), der sich um eine zweite Amtszeit beworben hatte, bei 49,24 Prozent Wahlbeteiligung mit 61,75 Prozent der Stimmen durch.
Amtszeiten der Bürgermeister
- 2021–2027 Andreas Ruck[15]
- 2015–2021 Udo Schöffmann (CDU)[16]
- 1997–2015 Karl-Heinz Schäfer (SPD)
- 1979–1997 Hermann Georg (CDU)[19]
- 1971–1979 Karl Brückel (SPD)[19]

### Wappen und Flagge
Wappenbeschreibung
| Wappen von Pohlheim | Blasonierung: „In Rot eine geschweifte goldene Spitze mit einem blauen Limes-Wachturm; vorn ein goldener Eichenzweig, hinten zwei in goldene Notenlinien gesetzte, ebenfalls goldene Achtelnoten.“ |
| Wappen von Pohlheim | Wappenbegründung: Die Blätter und der Baumzweig wurden von den früheren Wappen von Holzheim, Grüningen und Garbenteich abgeleitet, während das Notensymbol aus dem Wappen Watzenborn-Steinbergs stammt. Der Limesturm hingegen ist ein identitätsstiftendes Symbol für alle sechs Stadtteile. Die dominierenden Farben sind blau, gelb und rot, wodurch die Farben aller früheren Gemeinden in dem neuen Stadtwappen repräsentiert werden. Das Wappen wurde am 15. Mai 1975 durch den Hessischen Minister des Inneren genehmigt. Gestaltet wurde es von dem Bad Nauheimer Heraldiker Heinz Ritt. |

Flaggenbeschreibung
„Zwischen den mit einem goldenen Faden belegten roten Randbahnen des Flaggentuchs in der verbreiterten weißen Mittelbahn das Stadtwappen.“

### Städtepartnerschaften
Die Stadt Pohlheim unterhält Städtepartnerschaften mit der Marktgemeinde Admont in Österreich, der Stadt Zirc in Ungarn und dem sächsischen Strehla.

## Kultur und Sehenswürdigkeiten

### Kinogeschichte
Die Kinogeschichte der Stadt Pohlheim geht bis zu den Anfängen des 19. Jahrhunderts zurück, doch erst durch die Einrichtung eines Lichtspieltheaters in Watzenborn-Steinberg durch Wilhelm Vogt (1915–1978) aus Hungen professionalisierte sich das Angebot. Vom kleinen Ladenkino in der Gastwirtschaft "Zur Krone" zog der Filmtheaterbesitzer Vogt 1955 in einen Kinoneubau um, der in nur wenigen Wochen errichtet wurde. Sämtliche Bildarten – bis hin zum CinemaScope – konnten vorgeführt werden. Auch 3-D-Erlebnisse waren möglich. Doch wie überall fiel das Kino dem Fernsehen und der wachsenden Mobilität zum Opfer. Die Rex-Filmtheaterbetriebe wurden 1966 abgemeldet.
Auch im Stadtteil Holzheim befand sich ein Filmtheater. Dort betrieb Anton Richter (1921–1978) die „Lichtspiele Holzheim“ im Gasthaus Sames in der Eichstraße 25. Er übernahm das seit 1955 bestehende Wanderkino des Wilhelm Vogt ca. 1958, professionalisierte es durch den Anbau eines Bildwerferraumes und betrieb es bis in die späten 1960er Jahre hinein. 1968 musste das Gewerbe aufgrund rückgängiger Zuschauerzahlen abgemeldet werden. Später sollte sich in diesem Haus eine Diskothek ansiedeln, die unter den Namen „Zarap Zap Zap“ (1982–1989), „La Boum“ (1990–1993), „Fantasy“ (1994–1998) und „Drop Inn“ (1998–2000) bekannt war.

### Sport
- Größter Sportverein der Stadt ist der TV07 Watzenborn-Steinberg mit 1700 Mitgliedern. Die Angebotspalette reicht von Aerobic, Tauchen, Turnen und Tennis bis hin zu Herzsport und Seniorensportkursen. Neben zahlreichen Breitensportangeboten wird auch der Leistungssport – vor allem im Turnen und Schwimmen – besonders gefördert.
- 1927 wurde der Fußballverein SC Teutonia Watzenborn-Steinberg gegründet. Der Verein hat über 500 Mitglieder. Nach einer Spielzeit in der Fußball-Regionalliga Südwest in der Saison 2016/17 spielte die 1. Mannschaft ab der Saison 2018/19 unter neuem Namen als FC Gießen , der aus der Fusion mit dem VfB Gießen hervorging, in der Hessenliga. Am Ende der Saison 2018/19 erfolgte der direkte Wiederaufstieg in die Fußball-Regionalliga Südwest.
- 1962 wurde die Segelfliegergruppe Steinkopf gegründet. Der Verein hat aktuell über 100 Mitglieder. Seit 1973 betreibt der Verein das Segelfluggelände Pohlheim. Angeboten wird die Ausbildung in den Sparten Segelflug, Motorsegler und Ultraleicht.
- Im Stadtteil Holzheim spielt der aramäische Fußballverein FC Turabdin-Babylon Pohlheim.
- 1928 wurde der Sportverein Garbenteich gegründet. Der Verein hat über 1000 Mitglieder. Langjähriges Vorstandsmitglied (seit 1948) und seit 1967 Präsident ist Ewald Stumpf.
- Seit 2001 bilden die Handballabteilungen des TV Holzheim, des TV Hausen, des TV Grüningen, des SV Garbenteich und des TV07 Watzenborn-Steinberg die HSG Pohlheim. 1998 wurden die Jugendmannschaften aller Pohlheimer Sportvereine (Garbenteich, Grüningen, Hausen, Holzheim, Watzenborn-Steinberg) unter dem Dach der JSG Limes zusammengefasst. Diese wurde im Rahmen der Gründung der HSG Pohlheim aufgelöst und in diese überführt.
- Obwohl es in Pohlheim und der näheren Umgebung keine Eissporthalle gibt, wurde in den 1990er Jahren von Rollerskatefahrern der Eis- und Rollsportclub Pohlheim gegründet.
- Ursprünglich 1961 als Fußballverein gegründet, hat sich der Neue Sportclub (NSC) Watzenborn-Steinberg mit 15 Mannschaften und etwa 300 Mitgliedern zu einem der größten Tischtennisvereine im Hessischen Tischtennis-Verband entwickelt.
- In der Tanzsportabteilung des CV-1956 „Die Mollys“ Watzenborn-Steinberg e. V. praktizieren über 100 Mädchen und junge Frauen den karnevalistischen Garde- und Schautanz, auch die Einzelkategorie Mariechentanz wird besetzt. Auf dem Weg in die bundesdeutsche Tanzsportspitze werden hessische Meistertitel (letzter 2016) und Qualifikationen für die Süddeutschen Meisterschaften, sowie im Schautanz der Aktiven (Trainerin Lisa Schäfer) 2015 für die Deutschen Meisterschaften errungen.
- Der AMSC Pohlheim e. V. (Auto Motor Sport Club) wurde 1972 gegründet und zählt mit seinem rund 140 Mitgliedern zu den größten Motorsport Clubs in Hessen in den Bereichen Rallyesport und Kartslalom.

## Wirtschaft und Infrastruktur

### Verkehr

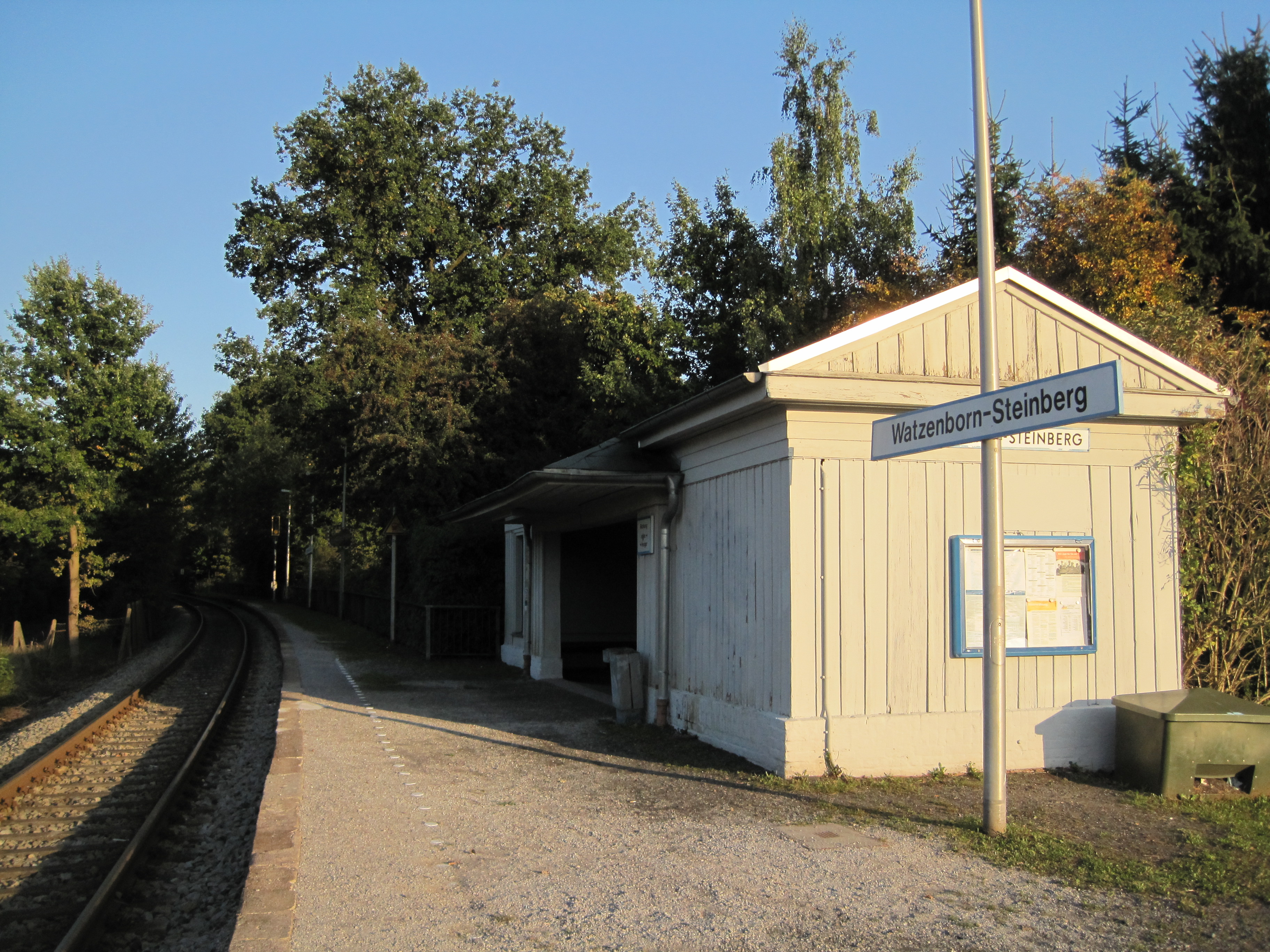
Haltepunkt Watzenborn-Steinberg

Pohlheim liegt mit den Haltepunkten Watzenborn-Steinberg und Garbenteich an der Bahnstrecke Gießen–Gelnhausen, auf der annähernd stündlich Regionalbahnen verkehren. Dabei befindet sich der Haltepunkt Watzenborn-Steinberg auf dem Gebiet von Petersweiher, das zur Stadt Gießen gehört. Im ÖPNV gelten die Tarife des Rhein-Main-Verkehrsverbundes.
Weiterhin ist Pohlheim über die A 5 Frankfurt–Kassel, Anschlussstelle Fernwald, die A 45 Hanau–Dortmund (Sauerlandlinie), Anschlussstelle Münzenberg und die Anschlussstelle Gießen, Schiffenberger Tal der A 485 (Gießener Ring) erreichbar.
Durch den Stadtteil Grüningen führt der Deutsche Limes-Radweg. Dieser folgt dem Obergermanisch-Raetischen Limes über 818 km von Bad Hönningen am Rhein nach Regensburg an der Donau.

### Wirtschaftsstruktur
So wird im Kreis Gießen gearbeitet: 0,6 % der Beschäftigten sind in der Land- und Forstwirtschaft tätig, 26,6 % im Produzierenden Gewerbe und 72,8 % im Dienstleistungsbereich.

### Steuereinnahmen
Auf dem Gebiet des Kreises Gießen werden pro Einwohner im Durchschnitt 602,9 Euro gemeindliche Steuern eingenommen. Dieser Wert liegt, bezogen auf die Bundesrepublik, im bundesdeutschen Mittelfeld (BRD-Durchschnitt: 494 Euro).

### Bildung
In Pohlheim bestehen vier Grundschulen: Die Limes-Grundschule in Watzenborn-Steinberg, die Lückebachschule in Garbenteich, die Regenbogenschule in Holzheim und die Grundschule in Hausen. Außerdem verfügt Pohlheim mit der Adolf-Reichwein-Schule in Watzenborn-Steinberg über eine Gesamtschule.

## Persönlichkeiten

### Söhne und Töchter der Stadt
- Paulus Huthenne (?–1532), Weihbischof, geboren in Grüningen
- Philipp Friedrich Wilhelm Vogt (1789–1861), Mediziner, geboren in Hausen
- Johann Adam Lemp (1793–1865), Bierbaron aus St. Louis/Missouri (USA), geboren in Grüningen
- Heinrich Sames (1865–1939), Politiker (DDP), Landtagsabgeordneter, geboren in Dorf-Güll
- Heinrich Häuser (1882–1944), Politiker (SPD), Landtagsabgeordneter, geboren in Watzenborn-Steinberg
- Heinrich Adolph (1885–1951), Theologe, geboren in Watzenborn-Steinberg
- Karl Gottfried Philipp (1896–1968), hessischer Landtagsabgeordneter (CDU), geboren in Watzenborn-Steinberg
- Hans Weiß-Steinberg (1927–2003), Chorleiter und Komponist, geboren in Watzenborn-Steinberg
- Ernst Klingelhöfer (* 1929), Landrat, geboren in Watzenborn-Steinberg
- Werner Freund (1933–2014), Wolfsforscher, geboren in Garbenteich
- Hans-Martin Heinemann (* 1953), Theologe und Stadtsuperintendent in Hannover, geboren in Watzenborn-Steinberg
- Dieter Hinz (1955–2012), Künstler, geboren in Watzenborn-Steinberg
- Jonas Schwabe (* 2003), deutsch-thailändischer Fußballspieler

### Weitere Persönlichkeiten
- Felix Döring (* 1991), Bundestagsabgeordneter (SPD), aufgewachsen in Watzenborn-Steinberg
- Uwe Schulz (* 1961), Bundestagsabgeordneter (AfD), aufgewachsen in Watzenborn-Steinberg

## Belege
1. ↑  Hessisches Statistisches Landesamt: Bevölkerung in Hessen am 31.12.2024 (Einwohnerzahlen auf Grundlage des Zensus 2022) (Hilfe dazu).
2. ↑  Stadt Pohlheim. Abgerufen am 26. März 2023.
3. ↑  Hauptsatzung der Stadt Pohlheim, Landkreis Gießen (Memento vom 5. Januar 2016 im Internet Archive) (PDF; 23 kB) vom 7. März 2005 (GVBl I S. 142) zuletzt geändert durch Gesetz vom 24. März 2010 (GVBl I S. 119)
4. ↑  Hessisches Statistisches Landesamt
5. ↑  Zusammenschluss von Gemeinden zur Gemeinde „Pohlheim“, Landkreis Gießen vom 6. Januar 1971. In: Der Hessische Minister des Inneren (Hrsg.): Staatsanzeiger für das Land Hessen. 1971 Nr. 4, S. 140, Punkt 165 (Online beim Informationssystem des Hessischen Landtags [PDF; 6,3 MB]).
6. ↑  Karl-Heinz Gerstemeier, Karl Reinhard Hinkel: Hessen. Gemeinden und Landkreise nach der Gebietsreform. Eine Dokumentation. Hrsg.: Hessischer Minister des Inneren. Bernecker, Melsungen 1977, OCLC 180532844, S. 307.
7. ↑  Hauptsatzung. (PDF; 97 kB) § 6. In: Webauftritt. Gemeinde Pohlheim, abgerufen im August 2020.
8. ↑  Statistisches Bundesamt (Hrsg.): Historisches Gemeindeverzeichnis für die Bundesrepublik Deutschland. Namens-, Grenz- und Schlüsselnummernänderungen bei Gemeinden, Kreisen und Regierungsbezirken vom 27. 5. 1970 bis 31. 12. 1982. W. Kohlhammer GmbH, Stuttgart und Mainz 1983, ISBN 3-17-003263-1, S. 365.
9. ↑  Ergebnis der Gemeindewahl am 14. März 2021. Hessisches Statistisches Landesamt, abgerufen im April 2021.
10. ↑  Ergebnis der Gemeindewahl am 6. März 2016. Hessisches Statistisches Landesamt, archiviert vom Original (nicht mehr online verfügbar); abgerufen im April 2016.
11. ↑  Ergebnis der Gemeindewahl am 27. März 2011. Hessisches Statistisches Landesamt, archiviert vom Original (nicht mehr online verfügbar); abgerufen im April 2011.
12. ↑  Ergebnis der Gemeindewahl am 26. März 2006. In: Webauftritt. Hessisches Statistisches Landesamt, archiviert vom Original (nicht mehr online verfügbar); abgerufen im April 2006.
13. ↑  Ergebnis der Gemeindewahl am 18. März 2001. In: Webauftritt. Hessisches Statistisches Landesamt, archiviert vom Original (nicht mehr online verfügbar); abgerufen im April 2001.
14. ↑  siehe: Hauptsatzung § 4 - Magistrat, Nr. 2 und 3 - Gremien: Magistrat
15. 1 2  Gießener Allgemeine, 31. Januar 2021: Bei der Amtseinführung eines Bürgermeisters unter normalen Bedingungen wäre der Saal brechend voll gewesen. - Gießener Anzeiger, 9. Februar 2024: Unerfüllbarer Wunsch nach Abwahl: „Die CDU bedauert …, dass die Ampelkoalition an Ruck festhalten wolle. … Stattdessen habe die Ampel mit Inthronisierung von zwei Dezernenten der SPD sich dafür entschieden, die Aufgaben des Bürgermeisters auf ehrenamtlicher Basis selbst zu übernehmen.“
16. 1 2  Gießener Allgemeine, 29. Januar 2021: Pohlheim: Bürgermeister Schöffmann tritt ab - „Wird kein Gespräch mit Herrn Ruck geben“ - „Ab dem 1. Februar wird Andreas Ruck Schöffmann im Amt des Bürgermeisters nachfolgen.“
17. ↑  Votemanager: Bürgermeisterwahl Stadt Pohlheim 2020 - hessenschau: Bürgermeisterwahl am 1. November 2020 in Pohlheim
18. ↑  Hessisches Statistisches Landesamt: Direktwahlen in Pohlheim, Stadt (Memento vom 28. Januar 2021 im Internet Archive) - Gießener Anzeiger, 21. September 2024: 50 Jahre Stadt Pohlheim im Zeitraffer: mit Amtszeiten der Bürgermeister
19. 1 2  Gießener Allgemeine, 30. Dezember 2020: Pohlheim wird an Neujahr 50: „durch Erlass des Regierungspräsidenten (RP) am 23. Dezember 1970 Karl Brückel als Bürgermeister … bestellt … Nach der Kommunalwahl am 14. März 1971 wählte die Gemeindevertretung am 21. April 1971 Karl Brückel zum ersten Bürgermeister“ - Gießener Allgemeine, 30. Dezember 2020: Bürgermeisterwahl in Pohlheim: Ein Rekord deutet sich an - „Karl Brückel trat 1979 mit 65 Jahren in den Ruhestand, sein Nachfolger - und übrigens Schwiegersohn - Hermann Georg trat 1996 aufgrund einer schweren Krankheit nicht mehr an.“
20. ↑  Genehmigung eines Wappens und einer Flagge des Stadt Pohlheim, Landkreis Gießen vom 15. Mai 1975. In: Der Hessische Minister des Inneren (Hrsg.): Staatsanzeiger für das Land Hessen. 1975 Nr. 22, S. 973, Punkt 758 (Online beim Informationssystem des Hessischen Landtags [PDF; 4,1 MB]).
21. ↑  Nikola Stumpf: Vom Ladenkino zur Eigenproduktion. Tectum – ein Verlag in der Nomos Verlagsgesellschaft, 2019, ISBN 978-3-8288-7215-8 (nomos-shop.de [abgerufen am 17. Januar 2022]).
22. ↑  Nikola Stumpf: Ein Stiefkind der Kinogeschichte. Das kommunale Lichtspielhaus am Beispiel Pohlheim-Holzheims (1930er–1960er Jahre). In: Oberhessischer Geschichtsverein Gießen (Hrsg.): Mitteilungen des Oberhessischen Geschichtsvereins. Band 106. VDS Verlagsdruckerei Schmidt, 2022, ISSN 0342-1198, S. 391–412.
23. ↑  Nikola Richter: Von Backsteinbrennern, „Haschbeatles“ und „Techno-Freaks“. Die Eichstraße 25 in Pohlheim-Holzheim. In: Oberhessischer Geschichtsverein Gießen (Hrsg.): Mitteilungen des Oberhessischen Geschichtsvereins. Band 107. VDS Verlagsdruckerei Schmidt, Neustadt an der Aisch, Gießen 2023, S. 101–134.